# Hydriomena
Hydriomena är ett släkte av fjärilar som beskrevs av Jacob Hübner 1825. Hydriomena ingår i familjen mätare.

## Bildgalleri

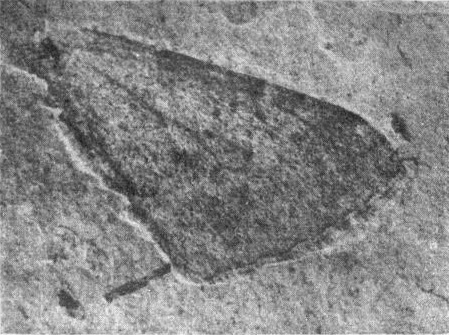

## Dottertaxa tillHydriomena, i alfabetisk ordning[1][2]
- Hydriomena abacta
- Hydriomena agassizi
- Hydriomena albidaria
- Hydriomena albifasciata
- Hydriomena albimonata
- Hydriomena albimontanata
- Hydriomena albipulverata
- Hydriomena albipunctata
- Hydriomena albomaculata
- Hydriomena albonigrata
- Hydriomena aldricaria
- Hydriomena algosa
- Hydriomena alterata
- Hydriomena alticola
- Hydriomena ameliata
- Hydriomena approximata
- Hydriomena arctica
- Hydriomena argentata
- Hydriomena arizonata
- Hydriomena autumnalis
- Hydriomena aztecaria
- Hydriomena banavahrata
- Hydriomena barnesata
- Hydriomena barretti
- Hydriomena baueri
- Hydriomena beldenae
- Hydriomena beryllata
- Hydriomena bicommata
- Hydriomena biplagiata
- Hydriomena bistriolata
- Hydriomena bivirgata
- Hydriomena bonitusa
- Hydriomena borussata
- Hydriomena brunnescens
- Hydriomena bryanti
- Hydriomena bryodes
- Hydriomena buenoi
- Hydriomena cachiria
- Hydriomena californiata
- Hydriomena caralpa
- Hydriomena catalinata
- Hydriomena cedda
- Hydriomena centralis
- Hydriomena centrinotata
- Hydriomena charlestonia
- Hydriomena chiricahuata
- Hydriomena cinerascens
- Hydriomena cinereata
- Hydriomena ciniana
- Hydriomena clarki
- Hydriomena cochiseata
- Hydriomena coerulata
- Hydriomena columbiata
- Hydriomena comstocki
- Hydriomena confusa
- Hydriomena constricta
- Hydriomena contrasta
- Hydriomena contrastata
- Hydriomena cormasa
- Hydriomena coronata
- Hydriomena costipunctata
- Hydriomena crokeri
- Hydriomena cromna
- Hydriomena cruziata
- Hydriomena cumulata
- Hydriomena cumza
- Hydriomena cupidata
- Hydriomena cydippe
- Hydriomena cydra
- Hydriomena cynosura
- Hydriomena cyra
- Hydriomena cyriades
- Hydriomena cyriadoides
- Hydriomena czekelii
- Hydriomena dada
- Hydriomena damo
- Hydriomena deficiens
- Hydriomena delfini
- Hydriomena divisaria
- Hydriomena edenata
- Hydriomena elutata
- Hydriomena ethelae
- Hydriomena exasperata
- Hydriomena excelsa
- Hydriomena exculpata
- Hydriomena expurgata
- Hydriomena exquisita
- Hydriomena extremata
- Hydriomena fasciata
- Hydriomena fassli
- Hydriomena feminata
- Hydriomena fergusoni
- Hydriomena fractisignata
- Hydriomena franclemonti
- Hydriomena frigidata
- Hydriomena fulvoundata
- Hydriomena furcata
- Hydriomena furculoides
- Hydriomena furinae
- Hydriomena furtivata
- Hydriomena fuscoundata
- Hydriomena glaucata
- Hydriomena glenwoodata
- Hydriomena goodsoni
- Hydriomena gosala
- Hydriomena gracillima
- Hydriomena grandimacula
- Hydriomena grandis
- Hydriomena gravis
- Hydriomena grettaria
- Hydriomena griseata
- Hydriomena grisescens
- Hydriomena henshawi
- Hydriomena horridaria
- Hydriomena impluviata
- Hydriomena impuncta
- Hydriomena indistincta
- Hydriomena infuscata
- Hydriomena insulata
- Hydriomena insulicolata
- Hydriomena irata
- Hydriomena irrorata
- Hydriomena itaria
- Hydriomena johnstoni
- Hydriomena josepha
- Hydriomena lapponica
- Hydriomena leucosigna
- Hydriomena leucotaenia
- Hydriomena lichenosa
- Hydriomena lineata
- Hydriomena literata
- Hydriomena lolata
- Hydriomena lucifasciata
- Hydriomena lucifuga
- Hydriomena macdunnoughi
- Hydriomena macuta
- Hydriomena magnificata
- Hydriomena mainaria
- Hydriomena manitoba
- Hydriomena manzanita
- Hydriomena margaritata
- Hydriomena marginenotata
- Hydriomena marinata
- Hydriomena marmorata
- Hydriomena meinheiti
- Hydriomena meridianata
- Hydriomena midaria
- Hydriomena mirabilis
- Hydriomena mississippiensis
- Hydriomena modestata
- Hydriomena monetata
- Hydriomena monoensis
- Hydriomena morelosia
- Hydriomena morosata
- Hydriomena multangulata
- Hydriomena muscata
- Hydriomena muscona
- Hydriomena musga
- Hydriomena nanata
- Hydriomena nevadae
- Hydriomena nexifasciata
- Hydriomena nicolensis
- Hydriomena nigra
- Hydriomena nigrescens
- Hydriomena nigrocastanea
- Hydriomena nipteroides
- Hydriomena niveifascia
- Hydriomena nivocellata
- Hydriomena nubilofasciata
- Hydriomena oasis
- Hydriomena obliquilinea
- Hydriomena obliterata
- Hydriomena obscura
- Hydriomena obscurevirescens
- Hydriomena obsoletaria
- Hydriomena obstructa
- Hydriomena olivata
- Hydriomena pallida
- Hydriomena pallidata
- Hydriomena pallula
- Hydriomena parcinotata
- Hydriomena peratica
- Hydriomena perfracta
- Hydriomena periclata
- Hydriomena permagna
- Hydriomena pernigrata
- Hydriomena picturata
- Hydriomena pitzensis
- Hydriomena pluripunctata
- Hydriomena pluviata
- Hydriomena polyphonta
- Hydriomena polyxena
- Hydriomena pomponia
- Hydriomena popoa
- Hydriomena potosiata
- Hydriomena praelatata
- Hydriomena praemundata
- Hydriomena prasinata
- Hydriomena prisca
- Hydriomena proba
- Hydriomena promulgata
- Hydriomena pronax
- Hydriomena prouti
- Hydriomena puncticaudata
- Hydriomena purpurissa
- Hydriomena quaesitata
- Hydriomena quinquefasciata
- Hydriomena radiata
- Hydriomena ranuncula
- Hydriomena raptata
- Hydriomena reflata
- Hydriomena regulata
- Hydriomena relictata
- Hydriomena renunciata
- Hydriomena resecta
- Hydriomena rita
- Hydriomena roseofusa
- Hydriomena roseoolivacea
- Hydriomena roseostriata
- Hydriomena roseoviridis
- Hydriomena ruberata
- Hydriomena saga
- Hydriomena sanfilensis
- Hydriomena scalata
- Hydriomena semifuscata
- Hydriomena septemberata
- Hydriomena serrilinearia
- Hydriomena shasta
- Hydriomena shibuyae
- Hydriomena sierrae
- Hydriomena simeon
- Hydriomena similaris
- Hydriomena similis
- Hydriomena sordidata
- Hydriomena sparsimacula
- Hydriomena speciosata
- Hydriomena sperryi
- Hydriomena sphacelata
- Hydriomena stragulata
- Hydriomena striata
- Hydriomena stylites
- Hydriomena subgrisea
- Hydriomena suffumata
- Hydriomena suffusa
- Hydriomena supercincta
- Hydriomena swetti
- Hydriomena sylvaria
- Hydriomena tamaria
- Hydriomena taylori
- Hydriomena tectoria
- Hydriomena terminipunctata
- Hydriomena tesellata
- Hydriomena testaceata
- Hydriomena transfigurata
- Hydriomena tribulata
- Hydriomena tricolorata
- Hydriomena trifasciata
- Hydriomena tuolumne
- Hydriomena ulfrida
- Hydriomena unilineata
- Hydriomena variegata
- Hydriomena vernata
- Hydriomena victoria
- Hydriomena vidua
- Hydriomena viridata
- Hydriomena viridescens
- Hydriomena vulcinaria
- Hydriomena vulnerata